# Liste der Monuments historiques in Larré (Morbihan)
Die Liste der Monuments historiques in Larré (Morbihan) führt die Monuments historiques in der französischen Gemeinde Larré auf.

## Liste der Bauwerke
| Bezeichnung                       | Beschreibung | Standort | Kennzeichnung | Schutzstatus | Datum | Bild |
| --------------------------------- | ------------ | -------- | ------------- | ------------ | ----- | ---- |
| Friedhofskreuz                    |              | (Lage)   | PA00091361    | Inscrit      | 1926  |      |
| Croix de Saint-Christophe (Kreuz) |              | (Lage)   | PA00091362    | Inscrit      | 1939  |      |

## Liste der Objekte
- Monuments historiques (Objekte) in Larré in der Base Palissy des französischen Kultusministeriums